# Adam Komorowski (harcmistrz)
Adam Komorowski (ur. 16 listopada 1964 w Puławach) – polski prawnik, harcmistrz, w latach 1997–2002 dwukrotnie naczelnik harcerzy ZHR.

## Życiorys
Urodził się w Puławach, przez większość życia mieszka w Łodzi. W latach 1983–1988 był drużynowym 28 Łódzkiej Drużyny Harcerzy im. Antoniego Olbromskiego. Wraz z nią latem 1986 brał udział w zdjęciach do filmu Czarne Stopy, będącego ekranizacją powieści Seweryny Szmaglewskiej. Po przekazaniu funkcji drużynowego 28 ŁDH był szczepowym szczepu „Myśli Braterskiej” w Hufcu ZHP Łódź-Polesie.
Na przełomie 1989/1990 wraz z grupą instruktorów wystąpił ze Związku Harcerstwa Polskiego i założył łódzkie środowisko Związku Harcerstwa Polskiego rok założenia 1918. W 1992 po połączeniu ZHP-1918 z ZHR współtworzył łódzkie środowisko ZHR.
W latach 1992–1995 pełnił funkcję komendanta Łódzkiej Chorągwi Harcerzy, w okresie 1995–1997 był przewodniczącym Okręgu Łódzkiego. Od 2 marca 1997 do 24 listopada 2001 pełnił przez dwie kadencje funkcję naczelnika harcerzy ZHR. W latach 2004–2006 przewodniczący Komisji harcmistrzowskiej Głównej Kwatery Harcerzy ZHR oraz członek Kręgu Harcmistrzów ZHR.  W latach 1992–1995, 2004-2008 i 2010-2012 członek Rady Naczelnej ZHR.
W wyborach samorządowych w 1998 do rady miasta w Łodzi kandydował z listy Łódzkiego Porozumienia Obywatelskiego.